# Madison Range
Die Madison Range ist eine Gebirgskette in den Rocky Mountains in Montana in den Vereinigten Staaten. Der Gebirgszug wurde von Meriwether Lewis, im Zuge der Lewis-und-Clark-Expedition 1805 zu Ehren des damals zukünftigen Präsidenten, James Madison, benannt.

## Geographie
Die Gebirgskette erstreckt sich über 130 km (80 Meilen) von West Yellowstone bis Bozeman und wird im Westen vom Madison River und im Osten vom Gallatin River begrenzt. Der höchste Gipfel des Gebirges ist der Hilgard Peak mit 3449 m, der erst 1948 bestiegen wurde.
Die Madison Range ist der westlichste Teil des sogenannten Größeren Yellowstone-Ökosystems. Der größte Teil der Gebirgskette liegt innerhalb des Beaverhead-Deerlodge National Forest und des Gallatin National Forest. Ein kleiner Teil des Gebirges wurde mit der Gründung der Lee Metcalf Wilderness weiter geschützt. Die Region beherbergt Grizzly- und Schwarzbären und mindestens ein Rudel Wölfe. Die meisten anderen größeren Säugetierarten, die in der Region heimisch sind, leben weiterhin in dem Gebirge.
Unweit südlich des Hilgard Peaks liegt der Earthquake Lake. Der See entstand durch einen Erdrutsch, der den Madison River nach einem Erdbeben 1959 staute.